# Jonathan Eybeschütz
Jonathan ben Nathan Eybeschütz, také Eybeschutz nebo Eybeschitz (1690, Krakov – 18. září 1764, Altona), byl rabín, kazatel, talmudista a kabalista. Byl známý mimo jiné svým dlouholetým sporem s rabínem Jacobem Emdenem.

## Životopis

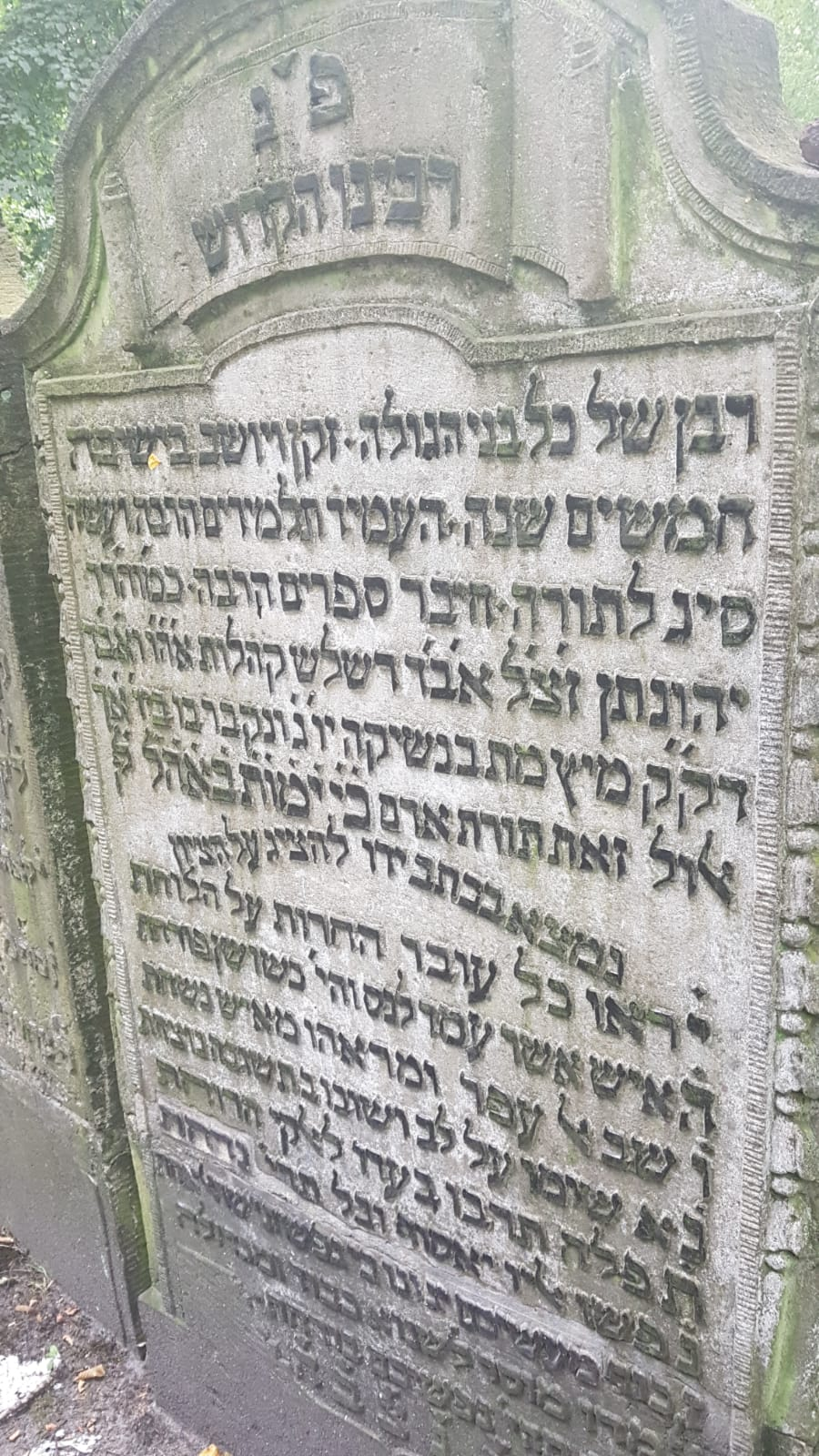
Eybeschützův náhrobní kámen na hřbitově v Altoně

Eybeschützův otec Nosson Nota rabínem v Ivančicích. Jonathan Eybeschütz se narodil v Krakově, jeho přijaté příjmení je však odvozeno od německého názvu Ivančic na Moravě (Eibenschütz nebo Eibenschitz). Po otcově smrti studoval u Me'ira Eisenstadta v Prostějově a poté pobýval v Holešově. Již v dětství se u něj projevilo velké nadání ke studiu talmudu, které záhy rozvíjel v rodném Polsku, na Moravě a v Praze. Poté krátce žil a studoval ve Vídni. Oženil se s Elkele Spirovou, dcerou hlavního boleslaveckého soudce, rabína Izáka Spiry, a po svatbě spolu žili dva roky v severoněmeckém hanzovním městě Hamburku.
V roce 1698 započal svoji rabínskou dráhu v Boleslavci v dnešním Polsku, odkud po třech letech roku 1700 odešel do Prahy, kde úspěšně kázal a vedl ješivu. Dostal povolení k tisku talmudu, avšak vynechal v něm všechny pasáže, které byly v rozporu s křesťanskými principy. Někteří historikové tvrdí, že tak učinil bez konzultace s pražskými rabíny, kteří pak odvolali Eybeschützovu licenci k tisku talmudu. 
V roce 1724 byl poprvé podezříván ze sabatianismu. Dokonce i poté, co veřejně odsoudil sabatiánské hnutí, toto podezření nezmizelo. Proto byl roku 1736 po smrti Davida Oppenheimera jmenován pouze dajanem (členem soudního dvora) v Praze, ne však vrchním rabínem. V roce 1741 se stal rabínem v Metách a od roku 1750 rabínem třech komunit (Altona, Hamburk a Wandsbek).
Byl uznávaným géniem nejméně ve třech oblastech židovské náboženské tvořivosti: talmudu a judaistického práva (Halacha), homiletiky a kabaly. Jeho pravnučka Lucie Domeier, rozená Ester Gad (1767–1833) byla básnířka a intelektuálka ve Vratislavi. Jeho potomky jsou také autorka románů Chava Rosenfarb (1923–2011, psala v jazyce jidiš a přežila holokaust), rabín Chaim Kreiswirth z Antverp a rabín Shmuel Wosner (1913–2015), prominentní posek (rozhodovatel v judaistickém právu), který žil v Bnej Brak v Izraeli.
Jonathan Eybeschütz žil v tehdy samostatném městě Altoně, která se nachází blízko významného hanzovního města Hamburku a jehož součástí v současnosti je. V té době patřila Altona do Holštýnského vévodství. Eybeschütz zemřel v Altoně v roce 1690 ve věku 73 nebo 74 let a byl tam pochován.

## Sabatiánská kontroverze
Eybeschütz byl nejen považován za jednoho z největších kazatelů své doby, ale také za jednoho z nejvýznamnějších znalců talmudu. V oblasti halachy vyšlo třicet jeho prací. Obsahují komentáře k různým traktátům talmudu a k dílům Maimonida. Byl také považován za významného kabalistu, ale z jeho knih o kabale se dochovala pouze jedna, Šem Olam („Jméno světa“ nebo „Věčné jméno“), publikovaná v roce 1891. 
Eybeschütz byl opakovaně podezříván z tajného vyznávání sabatianismu, tedy víry v to, že Šabtaj Cvi byl skutečným mesiášem. Spor začal, když rabín Jakob Emden objevil v jeho kabalistických a homiletických textech výrazné spojitosti se známým sabatiánem Judou Lejb Prossnitzem z Prostějova. Jakob Emden obvinil Eybeschütze z kacířství. Většina rabínských autorit z Polska, Moravy a Čech však stála na straně Jonathana Eybeschütze a označila obvinění za „neuvěřitelná". O jeho vztahu k sabatismu obecně převažují tři různé názory: 1) nikdy nebyl sabatiánem a podezření ohledně toho byla nepodložená; 2) v mládí byl sabatiánem a po vyhlášení zákazu v roce 1725 přerušil své styky se skupinou; 3) byl až do konce života po studiích v Prostějově a Praze skrytým stoupencem sabatianismu („krypto-sabbatianista“). Druhý názor zastávali mimo jiné Heinrich Graetz a Gershom Scholem.

## Dílo
Bylo publikováno celkem třicet halachických prací Jonathana Eybeshütze. Kromě toho se tisknou i některá další Eybeshützova jiná díla o homiletice, metodice výuky a kabale.
- Populární kázání:
  - Ja'rot devaš,
  - Tif'eret Jehonatan, 
  - Ahavat Jehonatan,
  - Tarjag micvot, o 613 přikázáních v rýmovaném akrostichu,
  - poznámky k pesachové hagadě a Peruš al piska Chad gadja o básni Chad gadja.
- Halachická díla:
  - Komentáře k Šulchan aruchuu:
    - Urim ve-tumim,
    - Kereti u-fleti,
    - Sar ha-elef;

  - poznámky k Mišne Torah rabiho Maimonida:
    - Bina la-itim a
    - Chidušim al hilchot jom tov;

  - Benej ahuva o manželských zákonech,
  - Tif'eret Jisra'el.
- O kabale:
  - Šem olam
- O sabatianismu:
  - Va-avo ha-jom el ha-ajin.